# Paramunna walvisensis
Paramunna walvisensis är en kräftdjursart som beskrevs av Just och Wilson 2004. Paramunna walvisensis ingår i släktet Paramunna och familjen Paramunnidae. Inga underarter finns listade i Catalogue of Life.